# Christine Sinclair
Christine Sinclair, född den 12 juni 1983 i Burnaby i British Columbia, är en kanadensisk fotbollsspelare som spelar för Portland Thorns.
Hon spelar i det kanadensiska landslaget sedan år 2000. Sedan 2013 spelar hon i det amerikanska klubblaget Thorns.
Sinclair var med och tog OS-brons i damfotbollsturneringen vid de olympiska fotbollsturneringarna 2012 i London och vid de olympiska fotbollsturneringarna 2016 i Rio de Janeiro. Vid olympiska sommarspelen 2020 i Tokyo var Sinclair en del av Kanadas lag som tog guld.